# Strada statale 412 della Val Tidone
La strada statale 412 della Val Tidone (SS 412), in parte strada provinciale ex strada statale 412 della Val Tidone (SP ex SS 412) in Provincia di Milano, Provincia di Lodi ed in parte della Provincia di Pavia, è una strada statale e provinciale italiana.

## Storia
La strada statale 412 venne istituita nel 1963 con il seguente percorso: "Milano - Locate Triulzi - Valera Fratta - Santa Cristina (ponte in barche sul Po) - innesto strada statale n. 10 presso Castel San Giovanni".
L'11 luglio 1967 venne aperto al traffico il nuovo ponte di Boscotosca sul fiume Po, costruito in sostituzione del preesistente ponte di barche, secondo quanto disposto dalla legge 22 novembre 1962, n. 1708.
Nel 1986 la strada venne prolungata fino all'innesto con la SS 461 nei pressi del passo del Penice.
In seguito al decreto legislativo n. 112 del 1998, dal 2001 la gestione del tratto lombardo è passata dall'ANAS alla Regione Lombardia, che ha provveduto al trasferimento dell'infrastruttura al demanio della Provincia di Milano, della Provincia di Lodi e della Provincia di Pavia per le tratte competenti; la gestione del tratto emiliano è passata alla Regione Emilia-Romagna, che ha provveduto al trasferimento dell'infrastruttura al demanio della Provincia di Piacenza.
Nel 2021 il tratto interessante la Val Tidone emiliana (Provincia di Piacenza) e pavese in Oltrepò (Provincia di Pavia) viene riclassificato come statale nel piano rientro strade di ANAS, che ne riassume la gestione.
Nel 2016, un'azienda privata ha investito circa 4 milioni di Euro per raddoppiare le corsie tra le uscite di Opera Zona Industriale 1 e Pieve Emanuele, allungando così la strada extraurbana principale di un'uscita. I lavori si sono conclusi nell'ottobre dello stesso anno. È stata inoltre rinnovata l'uscita di San Giuliano rendendola più capiente.

## Percorso
Ha inizio a sud di Milano, precisamente alla fine di via G. Ripamonti a Noverasco, frazione del comune di Opera, e dopo aver incrociato la Tangenziale Ovest in corrispondenza dello svincolo 8, percorre il retroterra della città meneghina per i primi chilometri; tocca le località di Opera e Locate di Triulzi, incrocia la SP 40 Binasco-Melegnano fino a giungere al confine provinciale con la provincia di Pavia. Qui la strada si apre nella pianura pavese e attraversa i comuni di Landriano, Torrevecchia Pia, Valera Fratta, Villanterio, interseca la ex strada statale 235 di Orzinuovi, prosegue per Inverno e Monteleone e Santa Cristina e Bissone, dove interseca la ex strada statale 234 Codognese. Dopodiché prosegue per Pieve Porto Morone.
Entra quindi in Emilia-Romagna al km 45,765, dopo aver varcato il Po. Dopo le frazioni di Pievetta e Bosco Tosca interseca la A21 e prosegue verso la val Tidone toccando i centri di Castel San Giovanni, dove interseca la strada statale 10 Padana Inferiore, Borgonovo Val Tidone, Castelnovo, Pianello Val Tidone, Trevozzo e Nibbiano e costeggia il lago di Trebecco, subito dopo il quale subisce l'innesto della SP 203, proveniente dal passo del Carmine; rientra quindi in provincia di Pavia al km 74,250, dove tocca Zavattarello, Romagnese e termina quindi nel comune di Bobbio, immettendosi attraverso il passo delle Tre strade, sulla strada statale 461 del Passo del Penice non lontano dallo stesso passo del Penice, pochi metri dopo d'essere rientrata in Emilia-Romagna.

### Tratto Milano-Landriano
Il primo tratto della SS 412, dal km 0,000 sino a sud di Landriano, è una strada a scorrimento veloce senza intersezioni a raso e attraversamenti urbani, che ha sostituito il vecchio tracciato, il quale invece attraversa i centri abitati. La prima parte di questo percorso (poco più di 3 chilometri) è a carreggiate separate, con due corsie per senso di marcia (senza corsia d'emergenza), mentre per tutto il rimanente tratto, sino all'innesto nel vecchio tracciato, è a carreggiata unica e una sola corsia per senso di marcia. Il tratto a carreggiate separate, a partire dallo svincolo con la Tangenziale Ovest sino alla fine dello spartitraffico centrale, è stato dotato della segnaletica di strada extraurbana principale. Il resto dell'arteria, verso sud, è classificato come strada extraurbana secondaria che presenta per un tratto il segnale di strada riservata ai veicoli a motore. Nel 2016 si sono svolti dei lavori di raddoppio delle corsie tra le uscite Opera Zona Industriale 1 e di Pieve Emanuele - SP 28 con un investimento pari a 4 milioni di euro da parte di un'azienda privata. La provincia ha inoltre parlato di raddoppiare le corsie fino alla SP 40, ma il progetto non è stato ancora presentato.
| Strada provinciale ex Strada statale 412 della Val Tidone tratto Milano-Landriano |                                                              |      |           |
| Tipo                                                                              | Indicazione                                                  | ↓km↓ | Provincia |
| strada urbana                                                                     | Milano Via Ripamonti                                         | 0,0  | MI        |
|                                                                                   | Noverasco                                                    | 0,3  | MI        |
|                                                                                   | Tangenziale Ovest                                            | 0,7  | MI        |
|                                                                                   | Opera - Rozzano Abbazia di Mirasole                          | 1,4  | MI        |
|                                                                                   | Opera Zona industriale 1 solo carreggiata in direzione Pavia | 2,0  | MI        |
|                                                                                   | Pieve Emanuele Vigentina                                     | 3,2  | MI        |
|                                                                                   | San Giuliano Milanese Locate di Triulzi                      | 4,5  | MI        |
|                                                                                   | Area di servizio                                             | 5,0  | MI        |
|                                                                                   | Locate di Triulzi                                            | 5,4  | MI        |
|                                                                                   | Melegnano - Binasco -                                        | 7,8  | MI        |
|                                                                                   | Area di servizio                                             | 9,6  | PV        |
|                                                                                   | Landriano - Pavia                                            | 10,1 | PV        |
|                                                                                   | Villanterio - Torrevecchia Pia                               |      | PV        |